# Représentations diplomatiques de la Libye

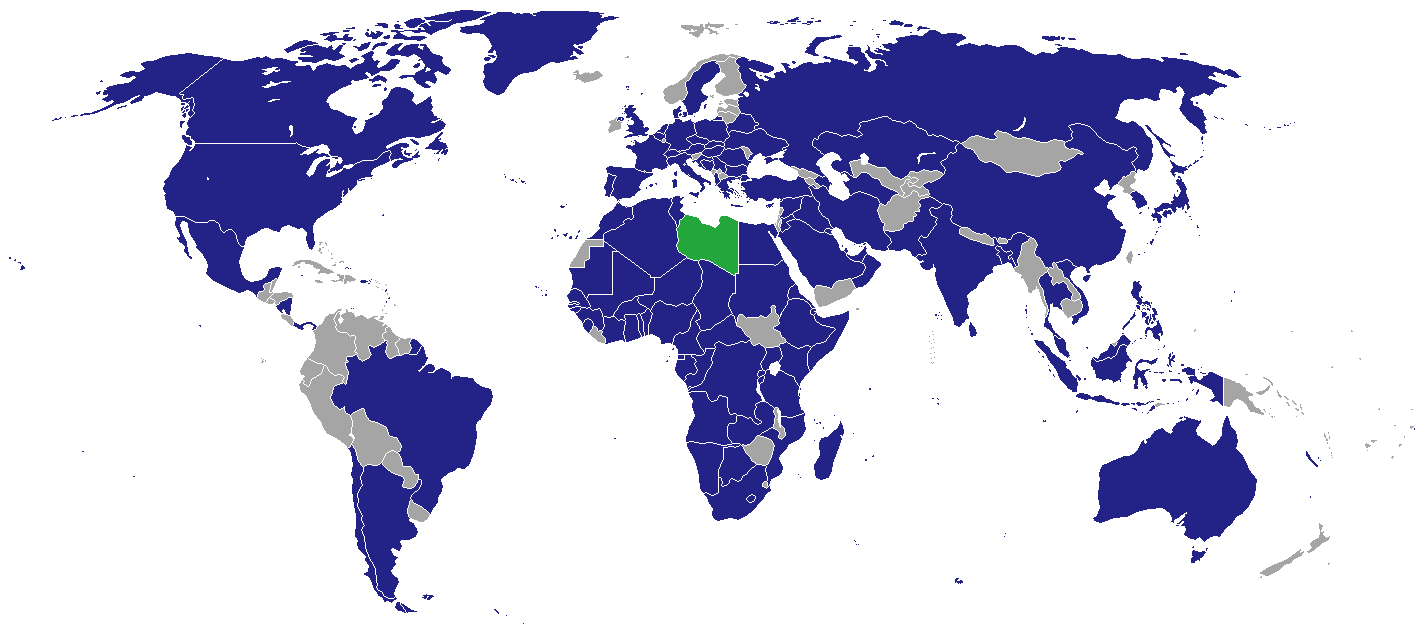
Carte des représentations diplomatiques de la Libye.

Ceci est une liste des représentations diplomatiques de la Libye.
Pendant la guerre civile libyenne de 2011, deux gouvernements ont prétendu être le gouvernement de jure de la Libye. Un gouvernement était dirigé par Mouammar Kadhafi et l'autre était le Conseil national de transition (CNT). Certains pays ont reconnu le CNT comme autorité dirigeante de la Libye, et les ambassadeurs libyens auprès de ces pays ont été nommés par le conseil.
Le CNT a obtenu le siège de la Libye aux Nations unies en septembre 2011 à la suite d'un vote de l'Assemblée générale.

## Afrique
- Afrique du Sud
  - Pretoria (ambassade)
- Algérie
  - Alger (ambassade)
- Bénin
  - Cotonou (ambassade)
- Burkina Faso
  - Ouagadougou (ambassade)
- Burundi
  - Bujumbura (ambassade)
- Cameroun
  - Yaoundé (ambassade)
- Cap-Vert
  - Praia (ambassade)
- Comores
  - Moroni (ambassade)
- Congo
  - Brazzaville (ambassade)
- Côte d'Ivoire
  - Abidjan (ambassade)
- Égypte
  - Le Caire (ambassade)
  - Alexandrie (consulat général)
- Érythrée
  - Asmara (ambassade)
- Éthiopie
  - Addis-Abeba (ambassade)
- Gabon
  - Libreville (ambassade)
- Gambie
  - Banjul (ambassade)
- Ghana
  - Accra (ambassade)
- Guinée-Bissau
  - Bissau (ambassade)
- Guinée équatoriale
  - Malabo (ambassade)
- Kenya
  - Nairobi (ambassade)
- Lesotho
  - Maseru (ambassade)
- Madagascar
  - Antananarivo (ambassade)
- Mali
  - Bamako (ambassade)
- Maroc
  - Rabat (ambassade)
  - Casablanca (consulat général)
- Maurice
  - Port-Louis (ambassade)
- Mauritanie
  - Nouakchott (ambassade)
- Mozambique
  - Maputo (ambassade)
- Namibie
  - Windhoek (ambassade)
- Niger
  - Niamey (ambassade)
- Nigeria
  - Abuja (ambassade)
- Ouganda
  - Kampala (ambassade)
- République centrafricaine
  - Bangui (ambassade)
- République démocratique du Congo
  - Kinshasa (ambassade)
- Rwanda
  - Kigali (ambassade)
- Sénégal
  - Dakar (ambassade)
- Seychelles
  - Victoria (ambassade)
- Sierra Leone
  - Freetown (ambassade)
- Soudan
  - Khartoum (ambassade)
- Tanzanie
  - Dar es Salam (ambassade)
- Tchad
  - N'Djaména (ambassade)
- Togo
  - Lomé (ambassade)
- Tunisie
  - Tunis (ambassade)
- Zambie
  - Lusaka (ambassade)

## Amérique
- Argentine
  - Buenos Aires (ambassade)
- Brésil
  - Brasilia (ambassade)
- Canada
  - Ottawa (ambassade)
- Chili
  - Santiago (ambassade)
- États-Unis
  - Washington (ambassade)
- Mexique
  - Mexico (ambassade)
- Nicaragua
  - Managua (ambassade)
- Panama
  - Panama (ambassade)
- Sainte-Lucie
  - Castries (ambassade)

## Asie
- Arabie saoudite
  - Riyad (ambassade)
  - Djeddah (consulat général)
- Azerbaïdjan
  - Bakou (ambassade)
- Bahreïn
  - Manama (ambassade)
- Bangladesh
  - Dacca (ambassade)
- Chine
  - Pékin (ambassade)
- Corée du Sud
  - Séoul (ambassade)
- Émirats arabes unis
  - Abou Dabi (ambassade)
- Inde
  - New Delhi (ambassade)
- Indonésie
  - Jakarta (ambassade)
- Iran
  - Téhéran (ambassade)
- Japon
  - Tokyo (ambassade)
- Jordanie
  - Amman (ambassade)
- Kazakhstan
  - Noursoultan (ambassade)
- Koweït
  - Koweït (ambassade)
- Malaisie
  - Kuala Lumpur (ambassade)
- Oman
  - Mascate (ambassade)
- Pakistan
  - Islamabad (ambassade)
  - Karachi (consulat général)
- Philippines
  - Manille (ambassade)
- Qatar
  - Doha (ambassade)
- Sri Lanka
  - Colombo (ambassade)
- Syrie
  - Damas (ambassade)
- Thaïlande
  - Bangkok (ambassade)
- Turkménistan
  - Achgabat (ambassade)
- Turquie
  - Ankara (ambassade)
  - Istanbul (consulat général)
- Vietnam
  - Hanoï (ambassade)

## Europe
- Albanie
  - Tirana (ambassade)
- Allemagne
  - Berlin (ambassade)
- Autriche
  - Vienne (ambassade)
- Belgique
  - Bruxelles (ambassade)
- Biélorussie
  - Minsk (ambassade)
- Bosnie-Herzégovine
  - Sarajevo (ambassade)
- Bulgarie
  - Sofia (ambassade)
- Chypre
  - Nicosie (ambassade)
- Croatie
  - Zagreb (ambassade)
- Danemark
  - Copenhague (ambassade)
- Espagne
  - Madrid (ambassade)
- France
  - Paris (ambassade)
  - Marseille (consulat général)
- Grèce
  - Athènes (ambassade)
- Hongrie
  - Budapest (ambassade)
- Italie
  - Rome (ambassade)
  - Milan (consulat général)
  - Palerme (consulat général)
- Malte
  - Balzan (ambassade)[2]
- Pays-Bas
  - La Haye (ambassade)
- Pologne
  - Varsovie (ambassade)
- Portugal
  - Lisbonne (ambassade)
- République tchèque
  - Prague (ambassade)
- Roumanie
  - Bucarest (ambassade)
- Royaume-Uni
  - Londres (ambassade)
- Russie
  - Moscou (ambassade)
- Serbie
  - Belgrade (ambassade)
- Slovaquie
  - Bratislava (ambassade)
- Suède
  - Stockholm (ambassade)
- Suisse
  - Berne (ambassade)
- Ukraine
  - Kiev (ambassade)
- Vatican
  - Rome (ambassade)[note 1]

## Océanie
- Australie
  - Canberra (ambassade)

## Organisations multilatérales
- Union africaine
  - Addis-Abeba (mission permanente)
- Ligue arabe
  - Le Caire (mission permanente)
- Organisation des Nations unies pour l'alimentation et l'agriculture
  - Rome (mission permanente)
- Union européenne
  - Bruxelles (mission permanente)
- ONU
  - Genève (mission permanente auprès des Nations unies et d'autres organisations internationales)
  - Nairobi (mission permanente auprès des Nations unies et d'autres organisations internationales)
  - New York (mission permanente)
  - Vienne (mission permanente auprès des Nations unies et d'autres organisations internationales)
- UNESCO
  - Paris (mission permanente)

## Galerie

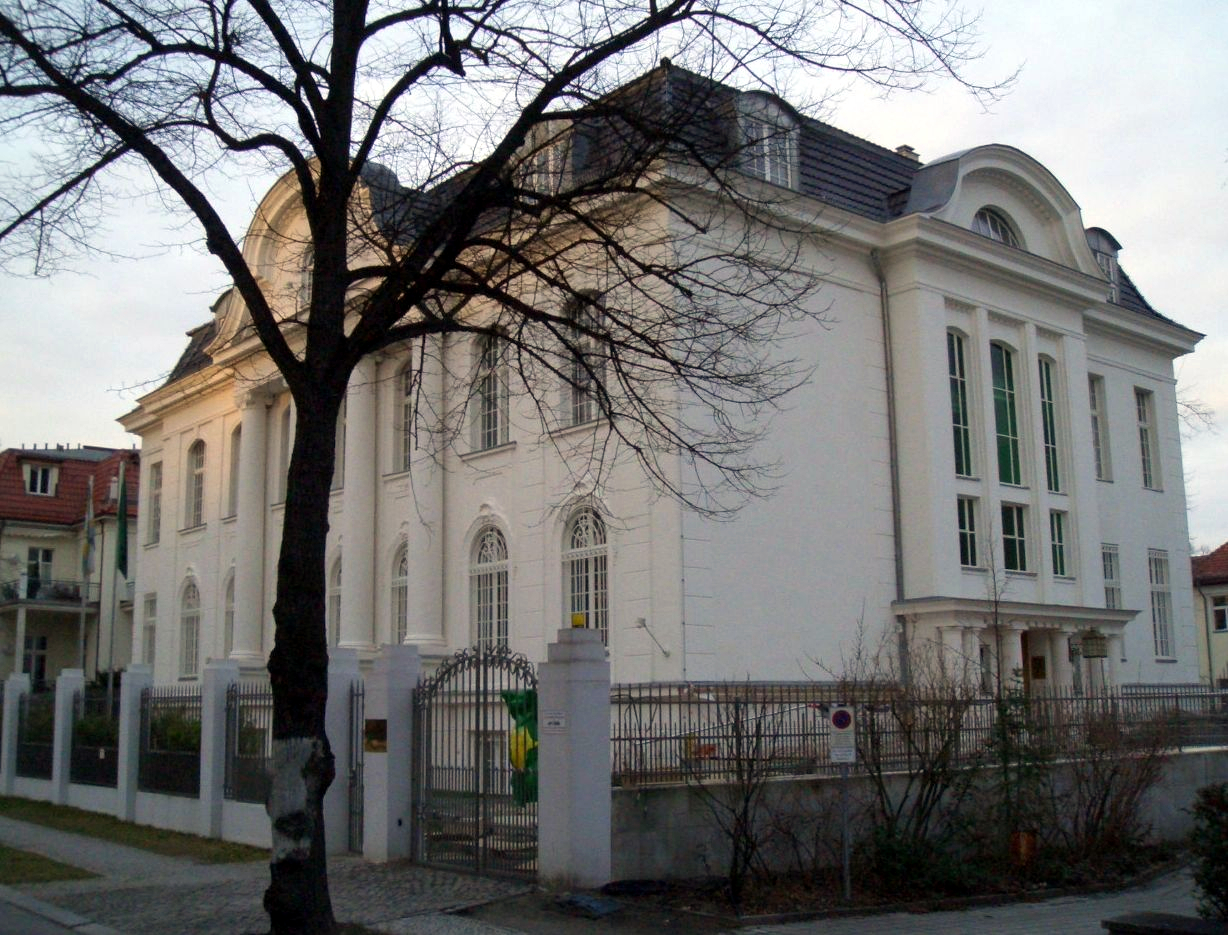
Ambassade à Berlin.
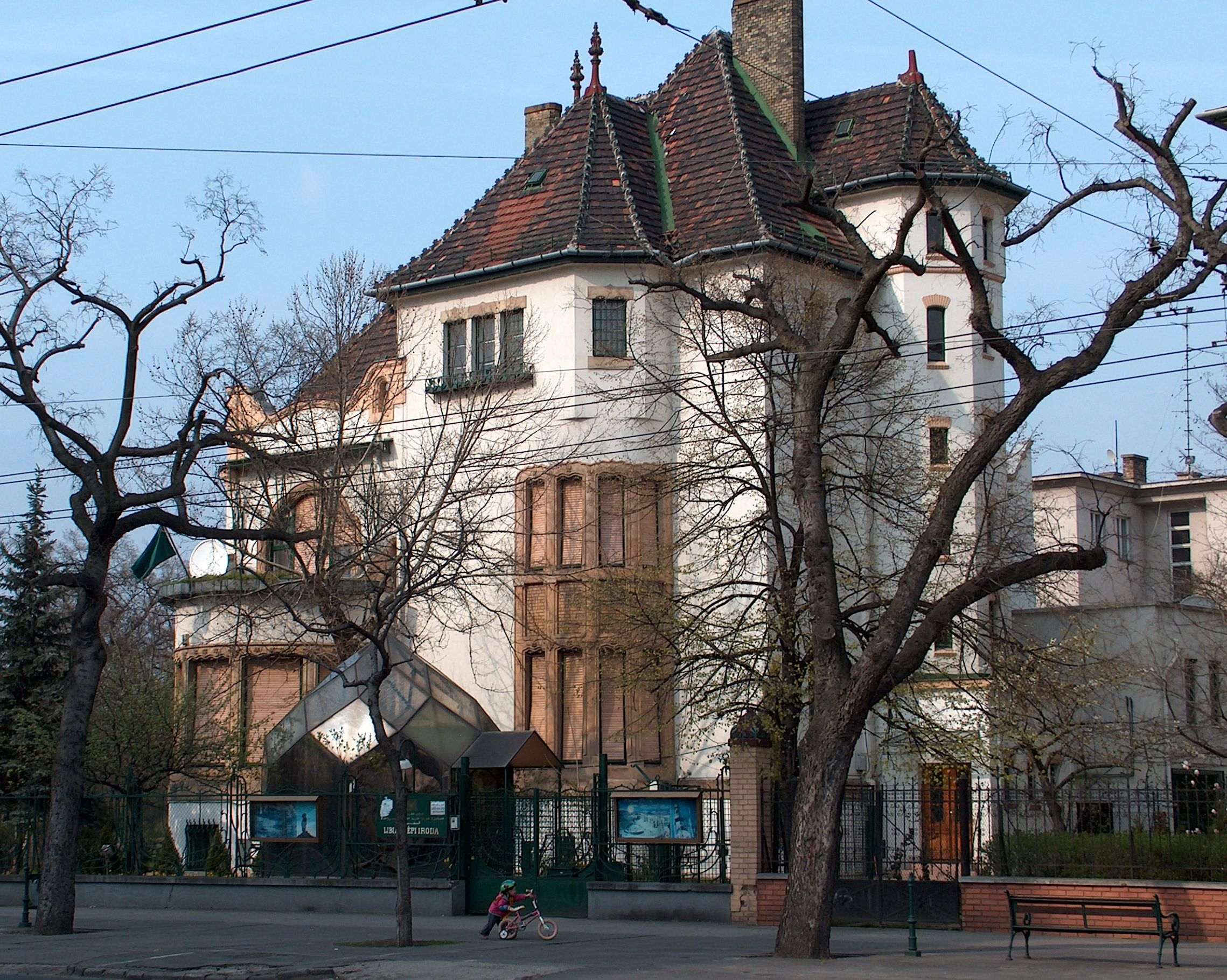
Ambassade à Budapest.
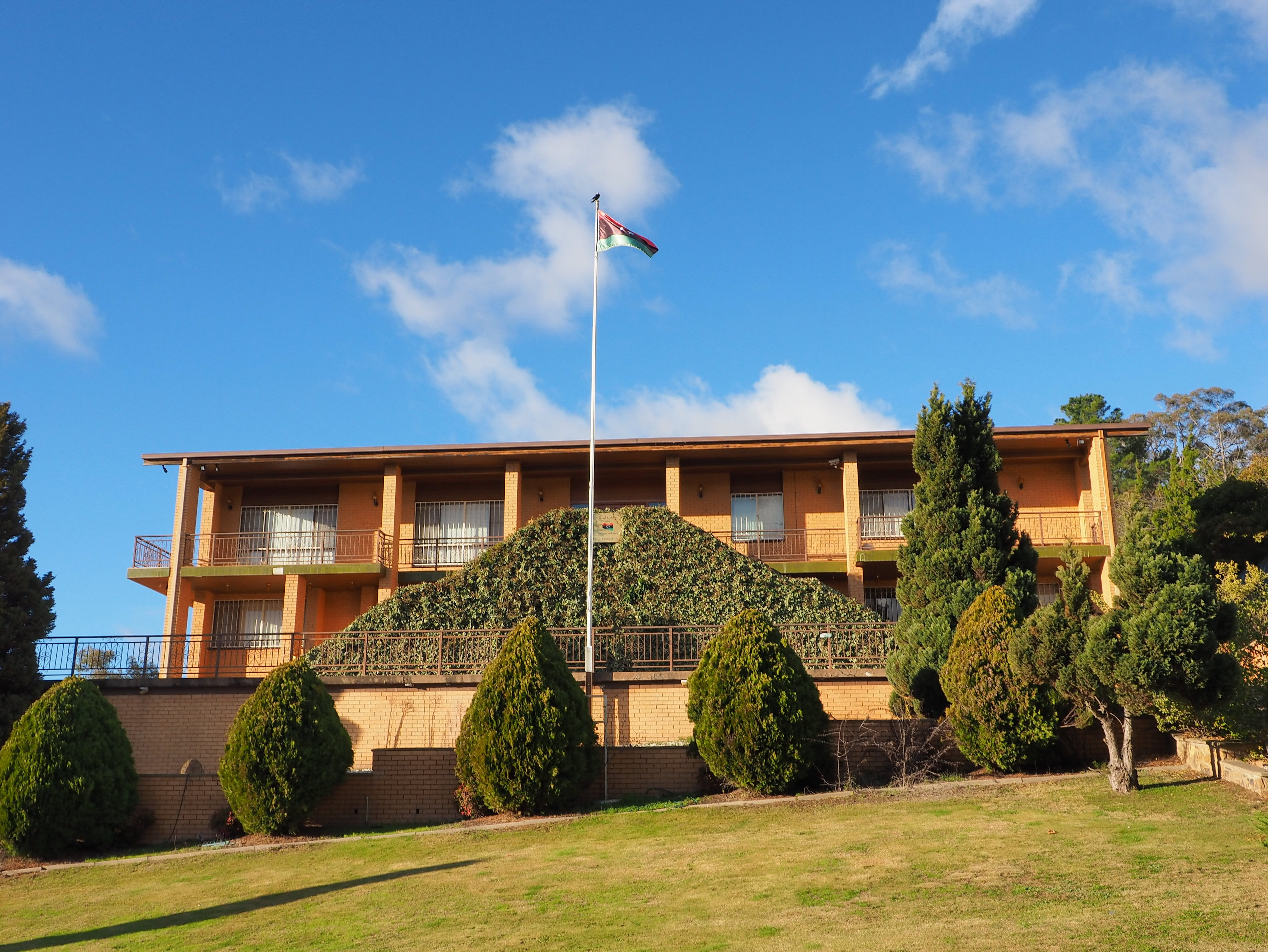
Ambassade à Canberra.
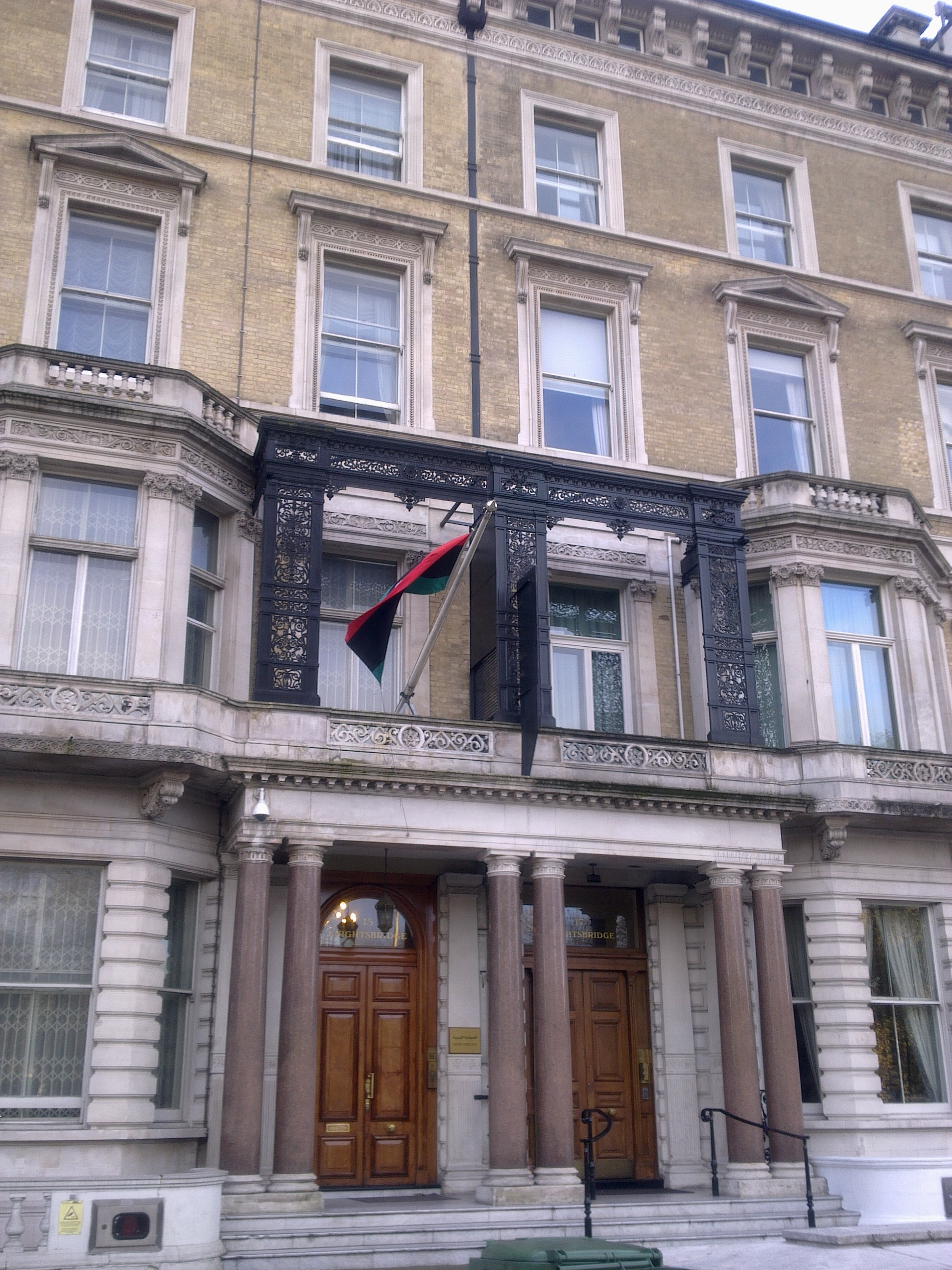
Ambassade à Londres.
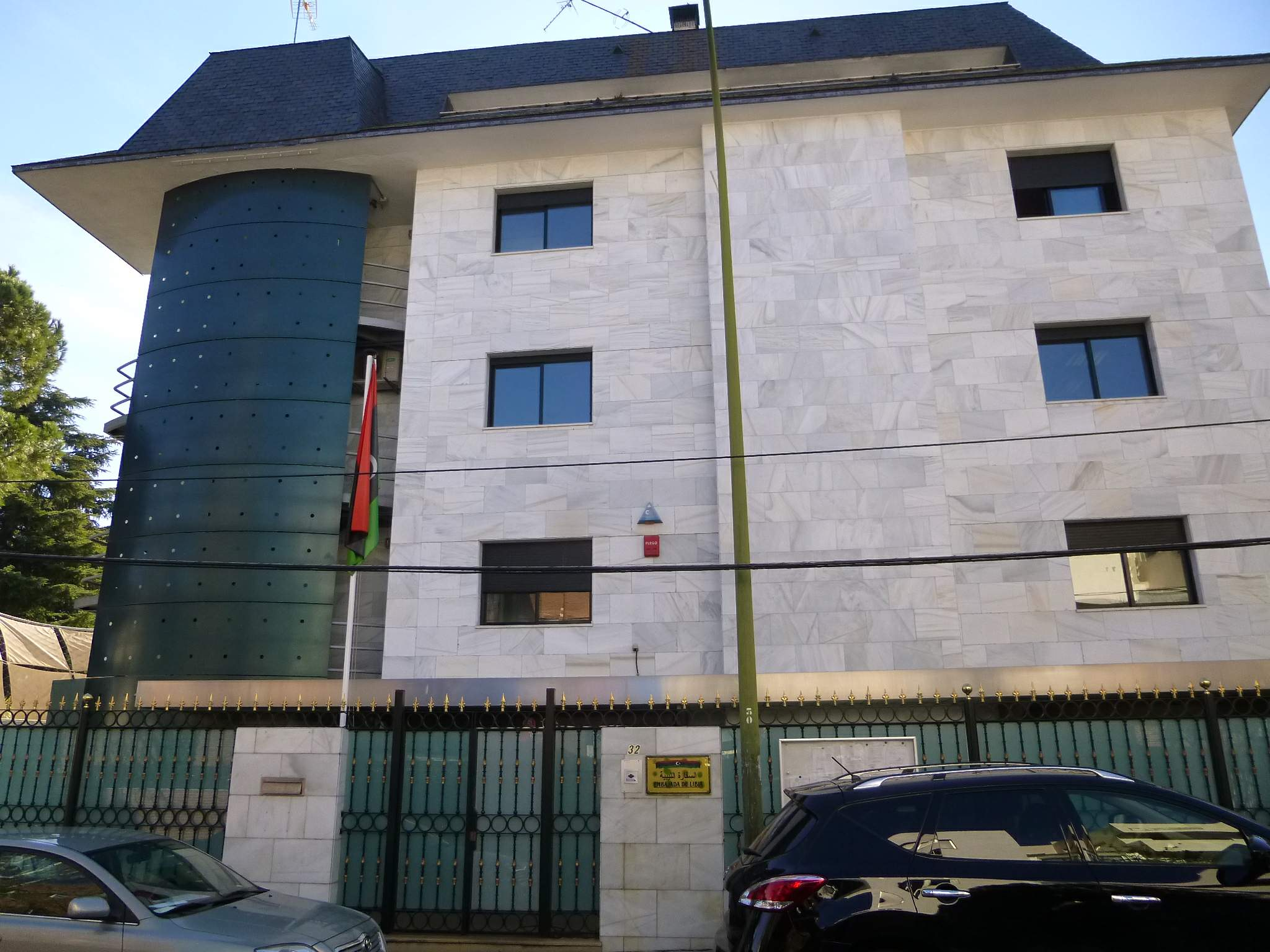
Ambassade à Madrid.
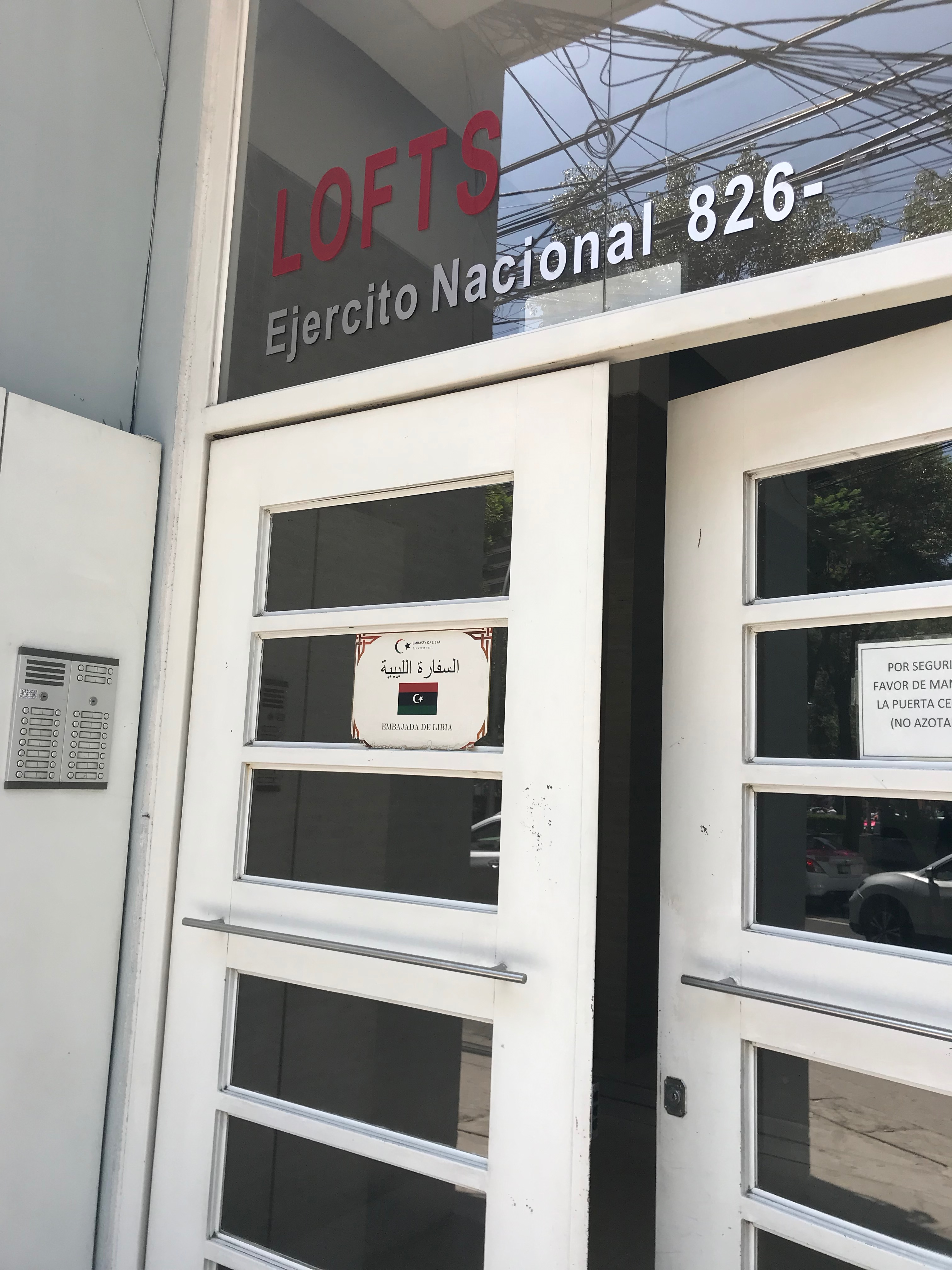
Ambassade à Mexico.
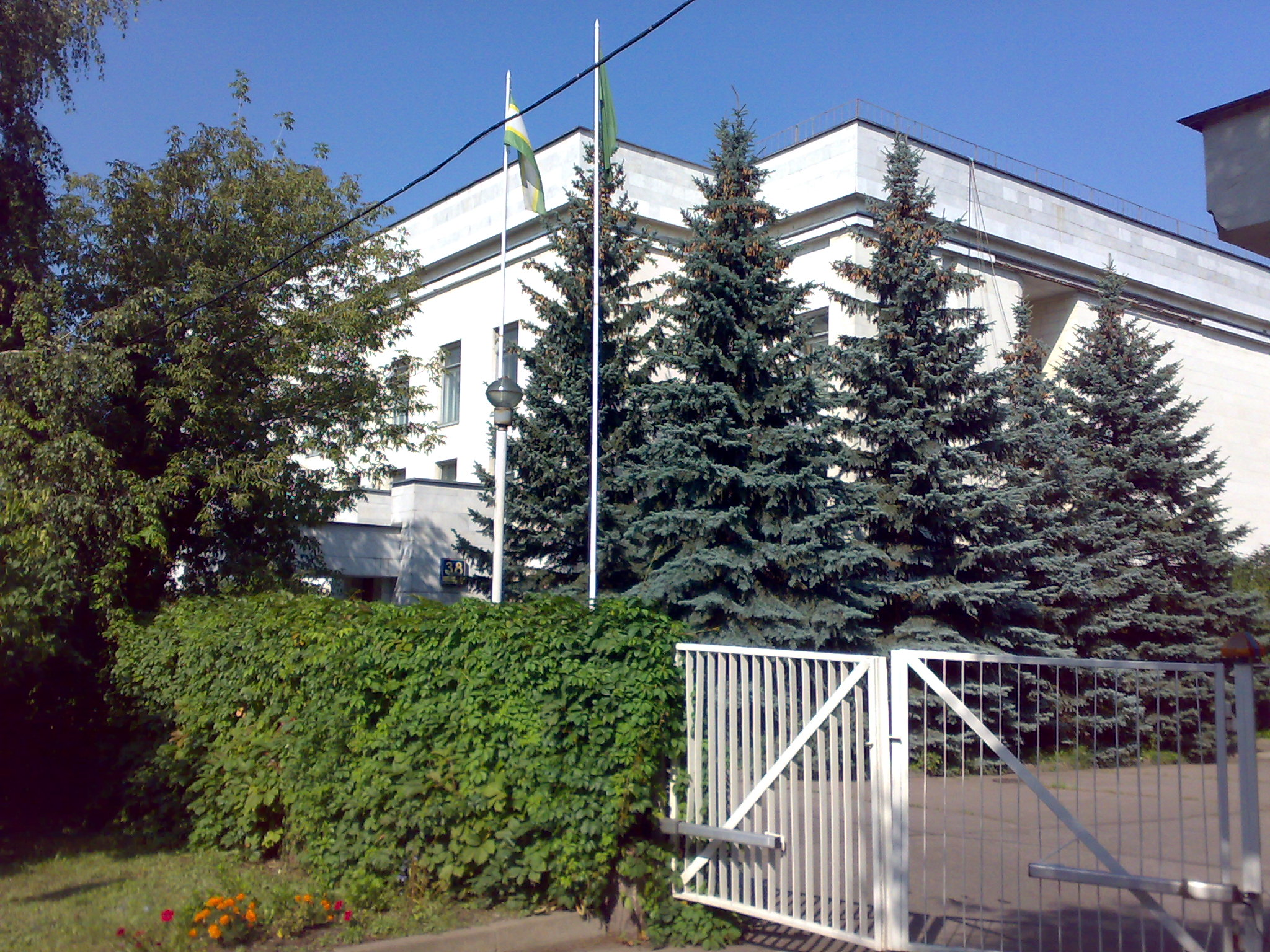
Ambassade à Moscou.
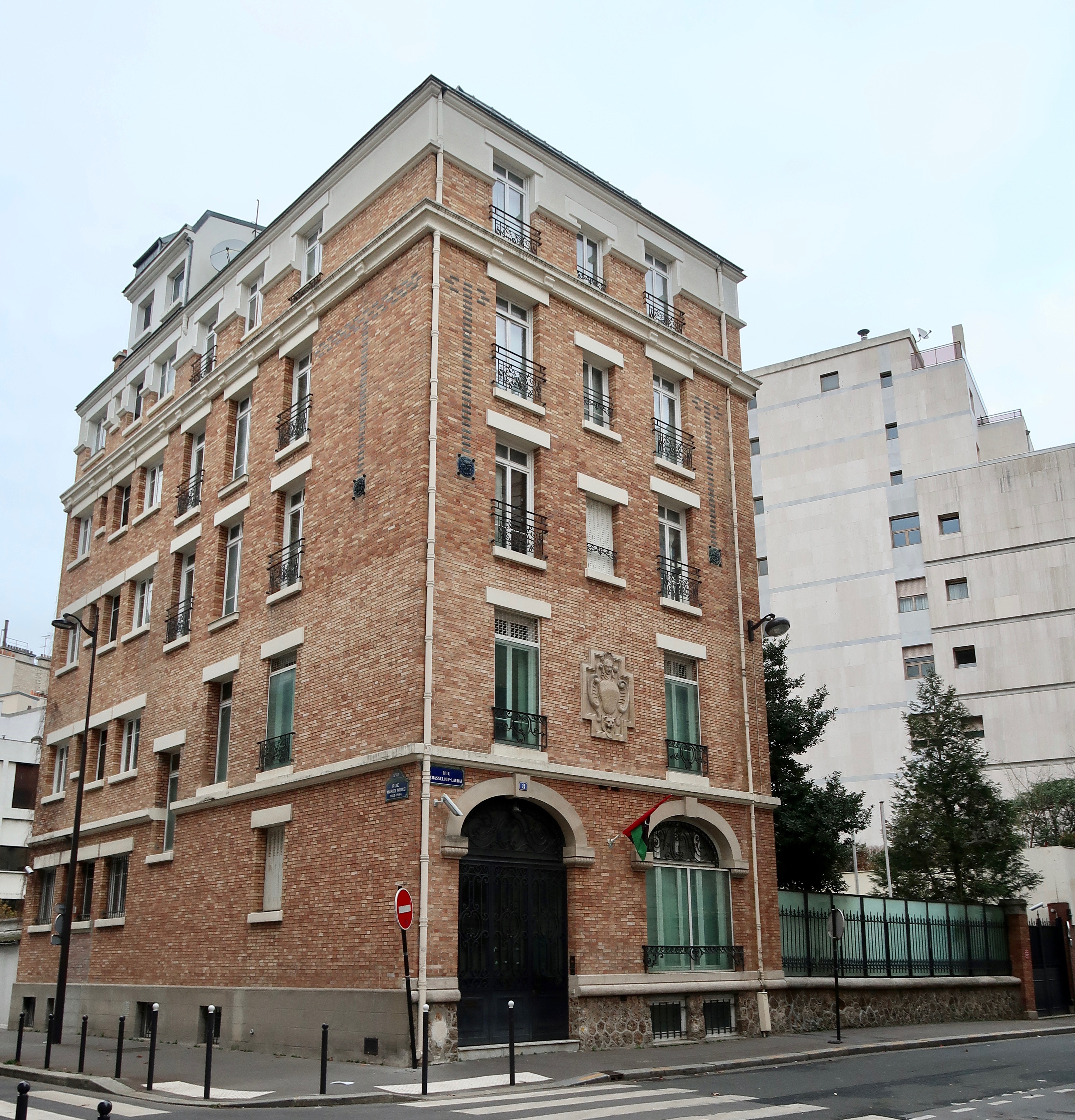
Ambassade à Paris.
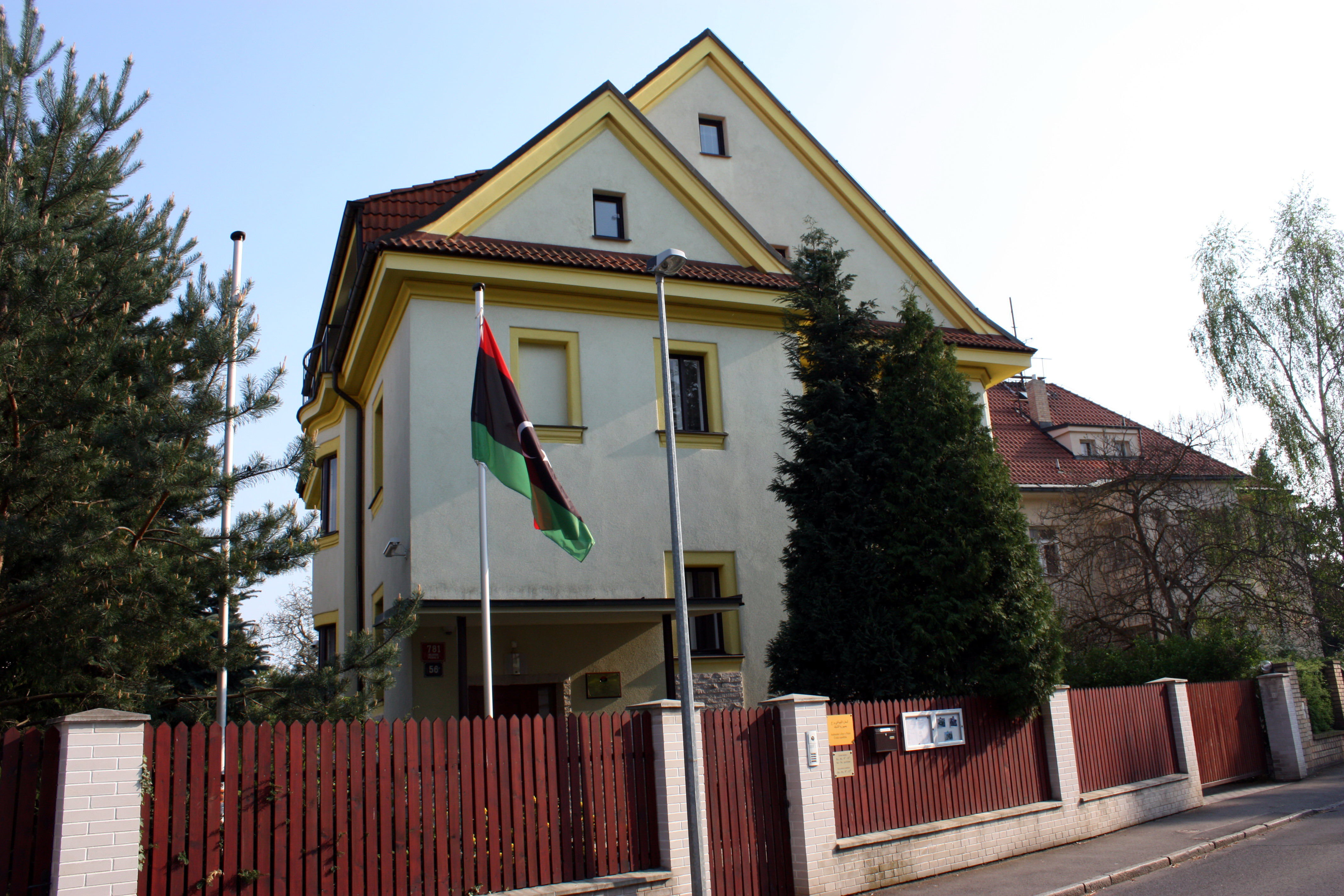
Ambassade à Prague.
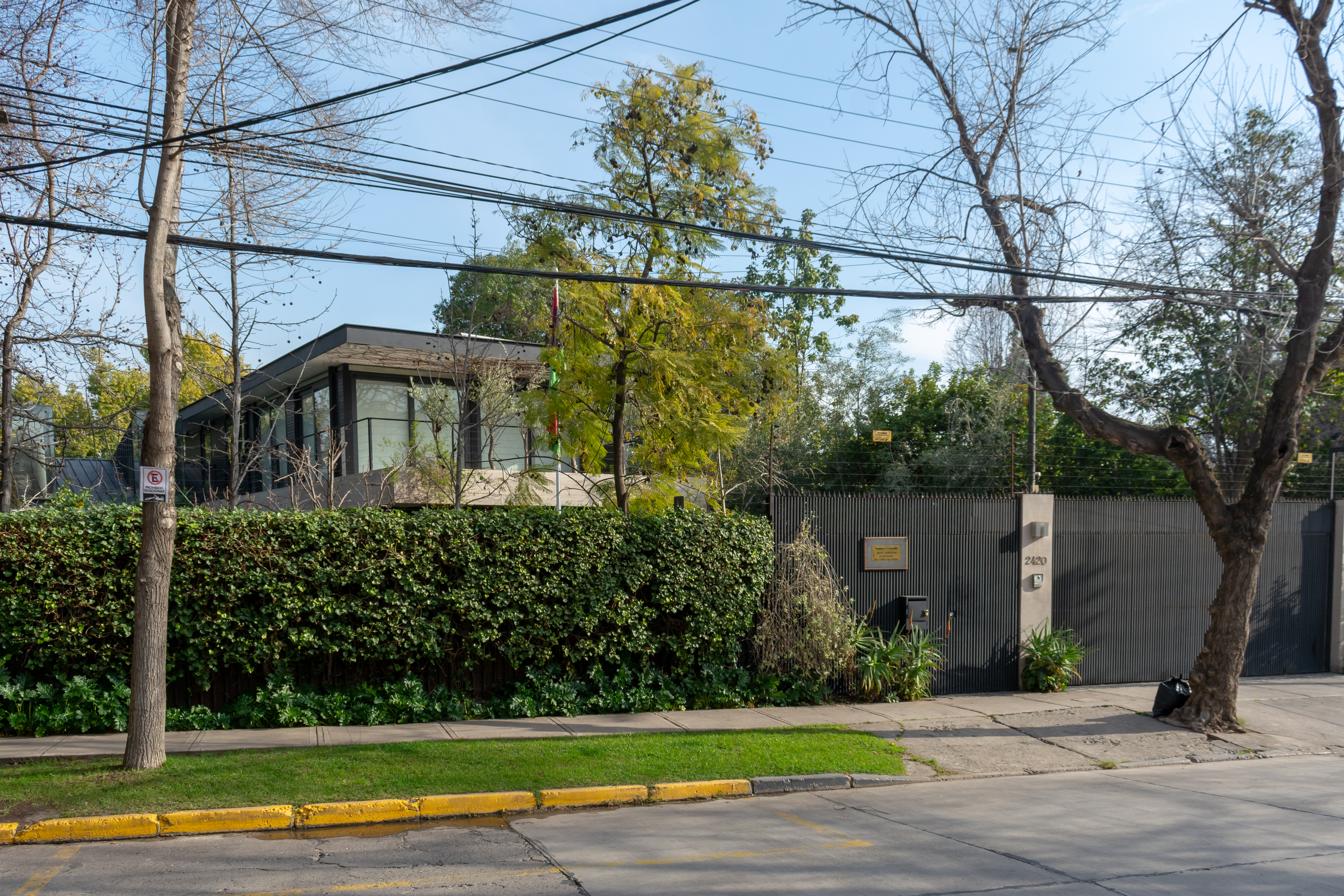
Ambassade à Santiago du Chili.
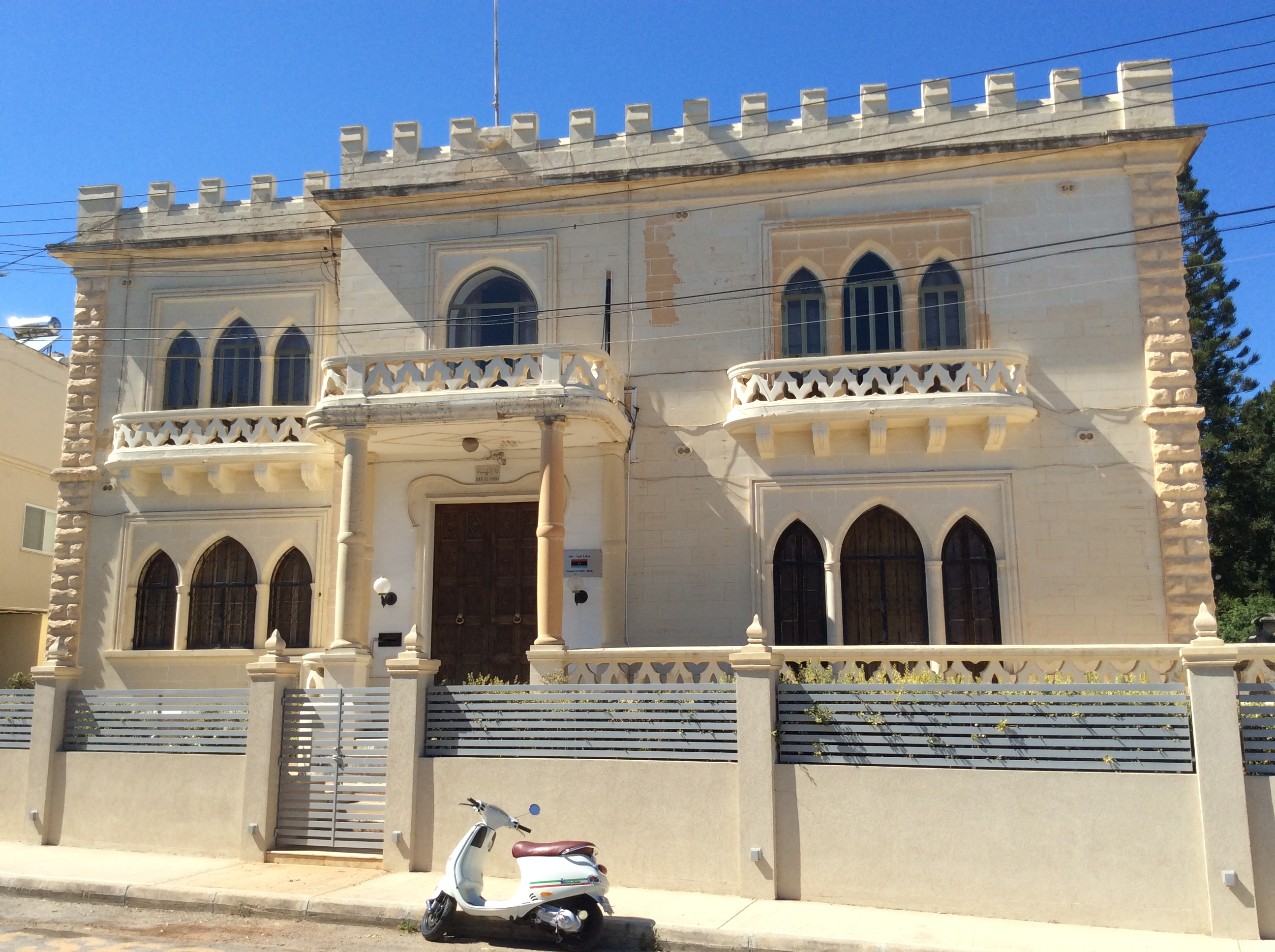
Ambassade à La Valette.
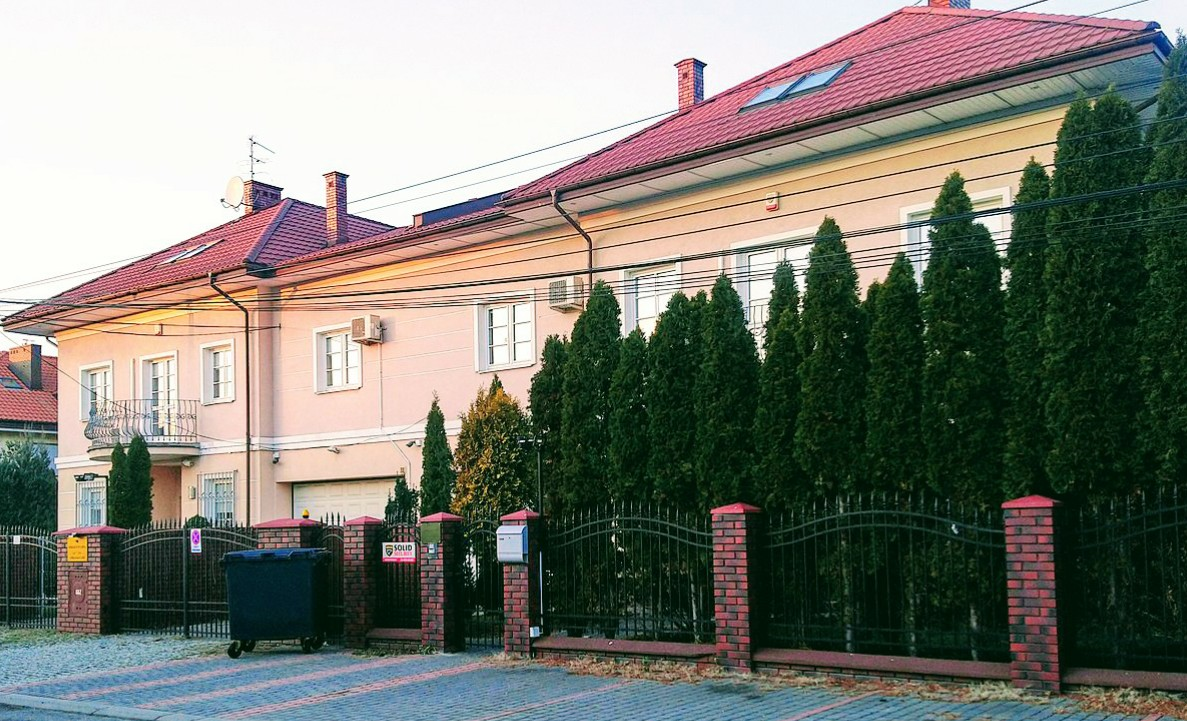
Ambassade à Varsovie.
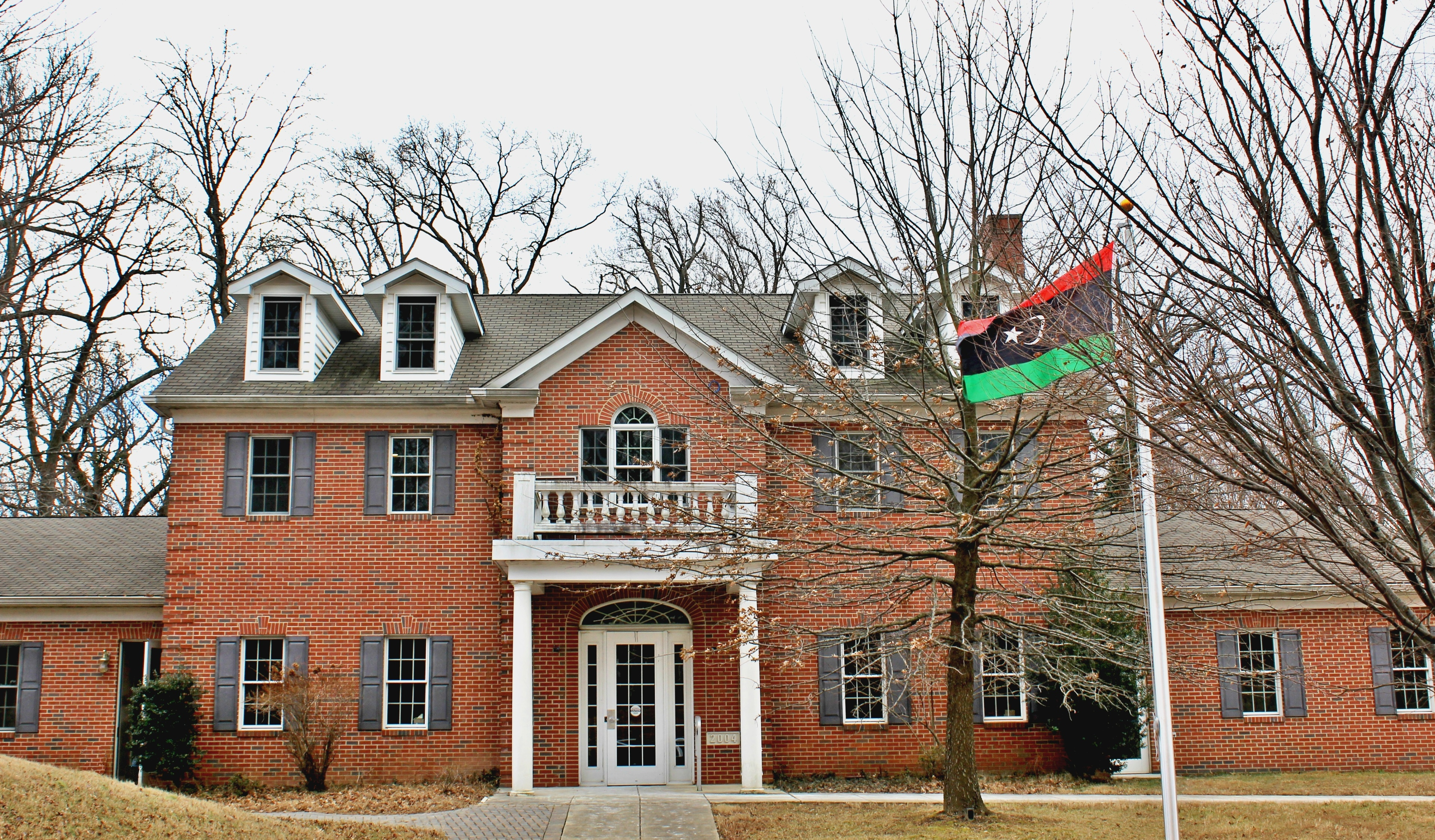
Ambassade à Washington.